# Sportives
Les Sportives de Paris était un club omnisports féminin parisien comprenant notamment une section de football féminin. Ce club fut actif de la fin des années 1910 à la fin des années 1930.

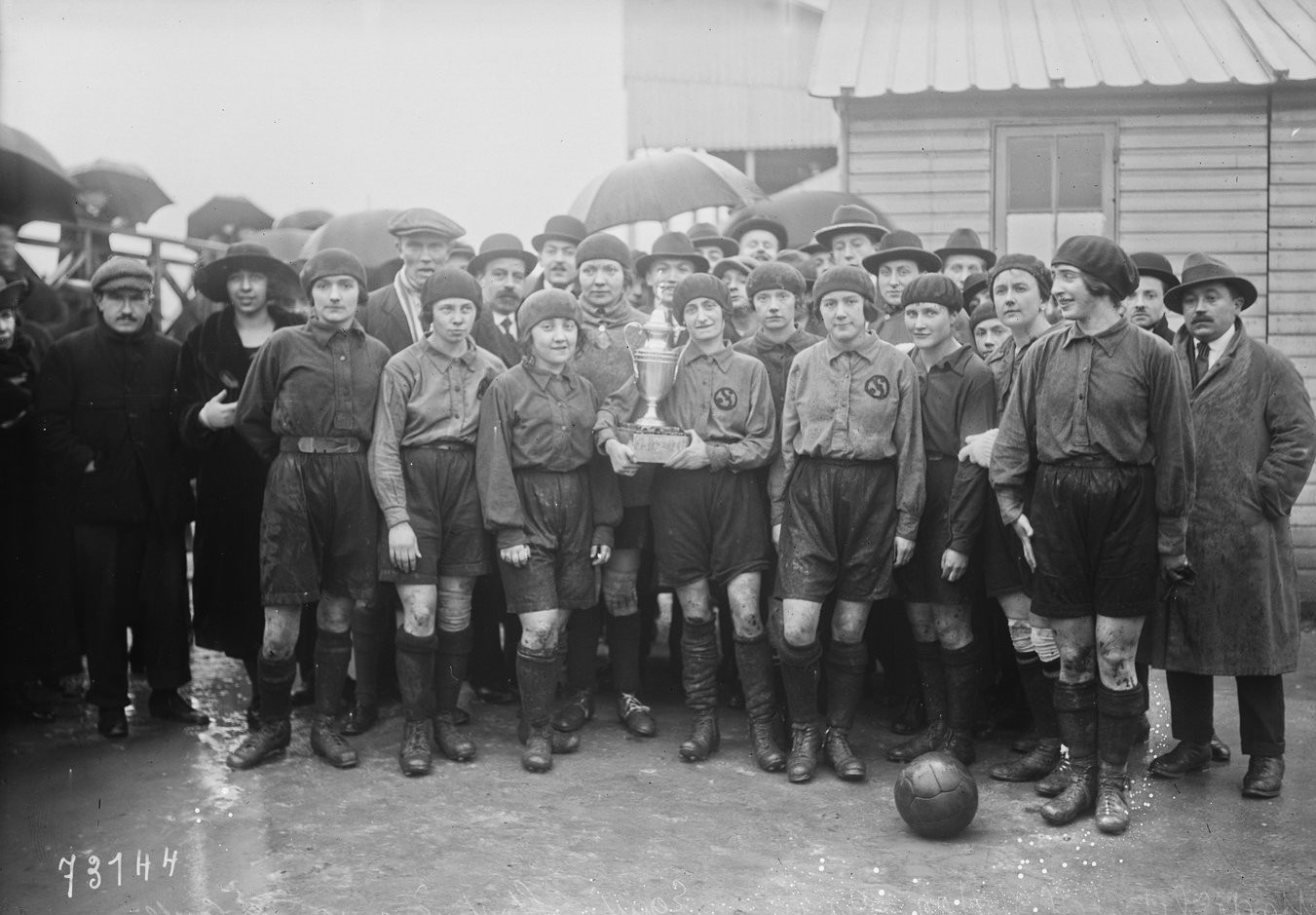
Les Sportives vainqueurs de la Coupe de France en 1922.

Les Sportives sont sacrées championnes de Paris en 1922 au terme d'une partie très disputée face au Fémina Sport. Les Sportives s'imposent finalement 3-2 sur un but contre son camp et affrontent les Sportives de Reims le 17 avril 1921 pour le titre de champion de France. Les Parisiennes s'imposent 3-0.

## Palmarès
- Champion de France FSFSF : 1922
- Vainqueur de la Coupe de France FSFSF : 1922 et 1923

## Sources
- Laurence Prudhomme-Poncet, Histoire du football féminin au XXe siècle, Paris, Ed. L'Harmattan, juin 2003,  (ISBN 2-7475-4730-2)